# Сильвія Штефкова
Сильвія Штефкова (чеськ. Sylvia Štefková; нар. 9 березня 1970) — колишня чеська тенісистка.
Найвищу одиночну позицію світового рейтингу — 275 місце досягла 15 лютого 1993, парну — 165 місце — 15 липня 1991 року.
Здобула 2 одиночні та 4 парні титули.

## Фінали ITF
| Турніри $25,000 |
| Турніри $10,000 |

### Одиночний розряд: 3 (2–1)
| Результат | Ранг | Дата           | Турнір                     | Покриття | Суперниця        | Рахунок       |
| --------- | ---- | -------------- | -------------------------- | -------- | ---------------- | ------------- |
| Перемога  | 1.   | 13 червня 1988 | Салерно, Італія            | Ґрунт    | Євгенія Манюкова | 7–5, 7–5      |
| Перемога  | 2.   | 27 травня 1991 | Катовиці, Польща           | Ґрунт    | Петра Рацлавська | 6–2, 2–6, 7–6 |
| Поразка   | 1.   | 6 грудня 1993  | Вітковиці (Острава), Чехія | Тверде   | Квета Пешке      | 4–6, 3–6      |

### Парний розряд: 7 (4–3)
| Результат | Ранг | Дата            | Турнір                            | Покриття | Партнерка       | Суперниці                                  | Рахунок       |
| --------- | ---- | --------------- | --------------------------------- | -------- | --------------- | ------------------------------------------ | ------------- |
| Перемога  | 1.   | 1 серпня 1988   | Кіцбюель, Австрія                 | Ґрунт    | Петра Голубова  | Трейсі Мортон-Роджерс Ліса Вірасекера      | 7–6(4), 6–2   |
| Поразка   | 1.   | 19 березня 1990 | Рамат-га-Шарон, Ізраїль           | Тверде   | Петра Голубова  | Робін Філд Мішель Андерсон                 | 3–6, 0–6      |
| Перемога  | 2.   | 30 липня 1990   | Реда-Віденбрюк, Західна Німеччина | Ґрунт    | Петра Голубова  | Вікторія Мильвидська Агнесе Густмане       | 6–4, 6–4      |
| Перемога  | 3.   | 13 серпня 1990  | Карлові Вари, Чехословаччина      | Ґрунт    | Петра Голубова  | Катержина Крупова-Шишкова Маркета Штускова | 4–6, 6–4, 7–6 |
| Поразка   | 2.   | 6 квітня 1992   | Лімож, Франція                    | Килим    | Любомира Бачева | Ельс Калленс Мішель Штребель               | 6–4, 1–6, 4–6 |
| Поразка   | 3.   | 27 липня 1992   | Реда-Віденбрюк, Німеччина         | Ґрунт    | Ева Мартінцова  | Клара Благова Зденька Малкова              | 6–7(5), 4–6   |
| Перемога  | 4.   | 28 червня 1993  | Штутгарт, Німеччина               | Ґрунт    | Ева Мартінцова  | Дениса Крайчовичова Катаріна Студенікова   | 6–1 ret.      |